# 没根
没根（ぼつこん、生没年不詳）は、五胡十六国時代の人物。

## 生涯
北魏に仕え、別部大人に任じられていた。
396年12月、魏王拓跋珪から誅殺されると恐れ、親兵数十人を率いて後燕に降伏した。後燕の皇帝慕容宝は鎮東大将軍に任じ、雁門公に封じた。
没根は慕容宝に北魏軍への夜襲を提案した。これを容れた慕容宝は没根の手勢だけでは難しいとして、重騎兵1百余を与えた。没根は効果があるとして号令をかけ、北魏軍の陣営を夜襲した。中軍に至り、拓跋珪は夜襲とみて狼狽、驚いて逃走した。没根の兵は少なく、北魏軍は大軍であったものの抗戦できず、多くの首級や捕虜を得て帰還した。
397年2月、没根の兄の子で并州監軍丑提は、叔父が後燕に降伏したと聞き、誅殺を恐れて後燕に降伏した。
これ以後の事績は、史書に記されていない。

## 人物・逸話
豪胆で勇敢な人物であり、拓跋珪はこれを忌んでいたという。